# Sjue
sjue（スー）は、日本のロックバンドである。

## 来歴
- 2004年にやちこ、今井貴雅、篠塚将行（ドイツオレンジ）を中心に、母体となるバンドを結成。
- 2005年に阿部学、2006年に諏訪敬祐が加入。現在の音楽性の基礎ができあがり、2006年4月にシングル「リトル・ライト」を発表。「空気の粒をなぞるように歌う」やちこの声と、セッションでつくられる楽曲が融合し、「UK的モダンさと牧歌的な自然さが実に気持ちいい」（平山two勉・ノーマディック・レコード代表取締役）と評される[1]。また、リリースに伴い、初の全国ツアーを展開。やちこ、今井、阿部、諏訪の編成で、本格的に活動を始める[2]。
- 2008年発表のアルバム「Luck by The Peace Sign」では、シューゲイザー、ポストロック、オルタナ、そのすべてを超越するようなスペーシーな「轟音」の中を、ボーカルやちこの声が自由に泳ぎ回る渾然一体の音世界を表現。同年夏のツアー以降は、様々なジャンルの音楽家たちと交流。民族楽器や新たな音楽要素を大胆に導入し、「轟音」を核とした表現にとどまらない表現を探求し始める。
- 2009年に阿部が脱退、その後、高橋幸平が加入。2010年に高橋脱退。現在は、スリーピースでのライブ、あるいはサポートメンバーを迎えてのライブと、自由な形態での活動を行っている[3]。

## メンバー
- やちこ - ボーカル、QY-70、ギター
- 今井貴雅 - ドラムス、ジャンベ、コーラス
- 諏訪敬祐 - フレットレス・ベース、シンセサイザー、コーラス （2006〜）

## 旧メンバー
- 篠塚将行（ドイツオレンジ） - ギター、コーラス（2004）
- 阿部学 - ギター （2005〜2009）
- 高橋幸平 - ギター、コーラス （2009〜2010）
- 尾嶌亮 - ギター (2011〜2013)

## コラボレーション・アーティスト
- 戸田広 - VJ

## ディスコグラフィ

### シングル
- リトル・ライト（2006年4月1日発売、PRCSJ-060132）

### アルバム
- sjue（2005年1月15日に自主制作として発売。2005年11月11日に再発、PRCSJ-050129）
- Luck by The Peace Sign（2008年2月6日発売、NMCD-0026）
- Favorite Color Scene of （2013年7月3日発売、NHCR-1115）
- 2051（2015年4月15日発売、NHCR-1138）

### コンピレーション
- ネガティブゆめ牧場vol.2（「弔いのうた」収録 2006年9月20日発売、RCNG-060145）
- ムーンサイドレコーズ（「Fairy Land」収録 2007年1月10日発売、MSRR-0001）

### ライブ会場限定シングル
- Ag.（2005年1月15日発売、廃盤）
- The Most Beautiful Night in the World（2009年1月16日発売）

## メディア
- MoonSide Radio（市川エフエム放送）でパーソナリティを担当。毎月第一土曜日、21:30-21:45 放送（2007年4月〜2008年4月）